# Carimbo Ceará

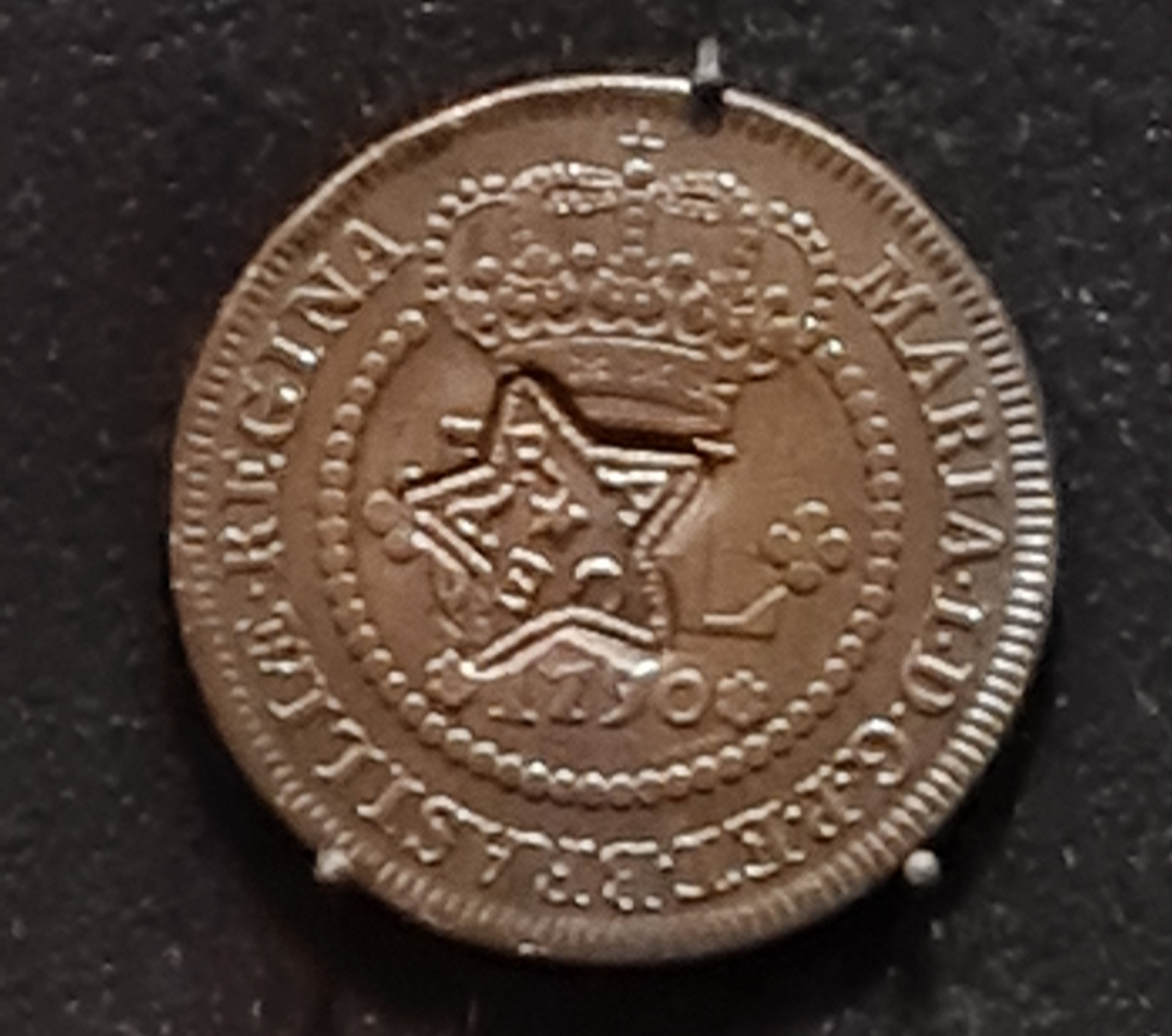
Carimbo Ceará do Museu Banco do Brasil, no Centro Cultural Banco do Brasil (Rio de Janeiro).

O Carimbo Ceará foi uma contramarcação em de moedas de cobre aprovada em 1833 pelo governo da Província do Ceará. O carimbo foi aplicado a moedas de 80, 40 e 20 réis do Império do Brasil para valer 50% menos, devido à falsificação do dinheiro na região.  As moedas foram contramarcadas com um carimbo em formato de estrela e em cada ponta uma letra formendo a palavra C-E-A-R-A. 